# Arturo Sosa
Abascal Arturo Sosa SJ (Caracas, 1948. November 12.-) venezuelai származású jezsuita szerzetes, a jezsuita rend 31. generálisa, aki 2016. október 14-től tölti be hivatalát.

## Élete
Arturo Sosa Caracasban született 1948. november 12-én. Jézus Társaságába 1966-ban lépett be, 1977-ben szentelték pappá. Filozófiai tanulmányokat végezett Chileben az Andrés Bello Katolikus Egyetemen 1972-től. Később Caracasban, a Venezuelai Központi Egyetemen politikatudományból szerzett doktorátust 1990-ben. Spanyolul, olaszul, valamint angolul beszél és francia nyelven is ért.
Rendi szolgálatát Venezuelában kezdte el, ahol a Gumilla társadalomtudományi és szociális központ vezetője volt éveken át, majd Sosa atya 1996 és 2004 között a Társaság venezuelai provinciájának volt a tartományfőnöke.
Élete nagy részében az oktatás és a kutatás volt a fő tevékenységi köre. Oktató és tanácstag volt az Andrés Bello Katolikus Alapítványban, majd a Tachirai Katolikus Egyetem rektori tisztségét töltötte be. Kutatási területe a politikatudományok köre. 2004-ben a washingtoni Georgetown Egyetem latin-amerikai Tanulmányi Központ megbízott tanára volt. Oktatói és kutató munkája közben számos publikációt jelentetett meg, főként hazája, Venezuela történetéről és az ország politikai életéről.
2008-ban, a 35. rendi nagygyűlésen Adolfo Nicolas tanácsnoknak nevezte ki venezuelai székhellyel. 2014-től Rómában tölti be a legfőbb rendi elöljáró delegátusa feladatot, a rend római házai és intézményei felé. Feladatkörébe tartozott a Gregoriana Pápai Egyetem, a Pápai Biblikus Intézet, a Pápai Keleti Intézet, Specola Vaticana Csillagvizsgáló, valamint a Civiltà Cattolica folyóirat, illetve több római nemzetközi jezsuita kollégium felügyelete.

## Főbb művei
- Arturo Sosa, La filosofía política del gomecismo, Estudio del pensamiento de Laureano Vallenilla Lanz, Barquisimeto, Centro Gumilla, 1974, 130 p. (ISBN 8439920830)
- Arturo Sosa, Eloi Lengrand, Del garibaldismo estudiantil a la izquierda criolla, Los orígenes marxistas del proyecto de A.D. (1928-1935), Caracas, Centauro, 1981, 517 p. (OCLC 30449576)
- Arturo Sosa, Ensayos sobre el pensamiento político positivista venezolano, Caracas, Centauro, 1985, 269 p. (ISBN 9802630217)
- Arturo Sosa, Rómulo Betancourt y el Partido del Pueblo, 1937-1941, Caracas, Fundación Rómulo Betancourt, coll. « Tiempo vigente » (no 9), 1995, 617 p.(ISBN 9806191293)

## A jezsuita rend generálisaként
A legfőbb rendi elöljárót, a „generálist” életre szólóan választják meg, a rendalkotmányban előírt módon. A generálist az általános rendgyűlés választja meg, s feladatát élete végéig (illetve lemondásáig) látja el. Megválasztása után a megválasztás tényét be kell jelenteni a mindenkori római pápának, aki megerősíti a személyt. Ezután a megválasztott esküt tesz, s attól kezdve teljes jogkörrel betölti a generálisi feladatokat. Arturo Sosát 2016. október 14-én választották meg generálisnak, s az eskü letétele után teljes jogkörrel látja el a feladatait.